# Cucki
Les Cucki ou Tsoutski (en macédonien Цуцки) sont des cheminées de fée situées dans le sud de la Macédoine du Nord. Elles se trouvent près du village de Konopichté, dans la municipalité de Kavadartsi. Les cheminées ne sont pas toutes situées au même endroit et forment des groupes épars qui se répartissent sur le flanc du mont Kožuf, au-dessus de la Bochava, un affluent du Vardar. L'ensemble du site s'étale sur près de 40 kilomètres. Malgré sa relative importance, le site est peu connu, aussi bien à l'étranger qu'en Macédoine du Nord.

## Légendes
Comme de nombreux sites naturels inhabituels, les Cucki sont à l'origine de plusieurs légendes. Le site était ainsi autrefois réputé pour soigner l'infertilité, et des femmes en mal d'enfants venaient gratter de la terre sur les cheminées puis la mélangeaient à du lait de bufflesse avec du miel et buvaient le tout. Une autre légende conseillaient aux couples de concevoir un enfant près des cheminées parce que celles-ci dégageaient une énergie particulière. La vallée de la Bochava, où se trouvent les Cucki, est d'ailleurs appelée « vallée de la fertilité » (en macédonien Долина на плодноста).

## Formation géologique
Comme les cheminées de Kouklitsa, site similaire situé au nord de la Macédoine du Nord, les Cucki ont été formés par l'érosion de la roche volcanique qui compose le sol. La différence d'érodabilité entre les roches expliquent la formation des cheminées, ainsi les roches friables des piliers sont coiffées par de l'andésite. Le site s'est formé sur une très longue période, entre 20 et 50 000 années.